# Brindisi Football Club 2023-2024
Questa voce contiene le informazioni riguardo al Brindisi Football Club nelle competizioni ufficiali della stagione 2023-2024.

## Divise e sponsor
Le uniformi sono state presentate la sera del 19 agosto, nell'ambito di un evento organizzato presso la Scala Virgiliana (Brindisi). Ad esso hanno partecipato centinaia di tifosi, dei membri della dirigenza tra i quali il presidente Daniele Arigliano, il sindaco della città Giuseppe Marchionna, una rappresentanza delle giovanili e quattro calciatori della prima squadra, ossia Bizzotto, Gorzelewski, Petrucci e il capitano Malaccari, più il nuovo acquisto Bunino.. La divisa da casa presenta un design in contrasto con la tradizione del club adriatico; il busto è spaccato a metà (in verticale) in maniera irregolare, e presenta due diverse colorazioni: da una parte la base è bianca, con la classica V sul petto azzurra, dall'altra il contrario. Entrambe le sezioni sono provviste di dettagli gialli sul colletto, sulle maniche e sulla schiena. La maglia away è molto meno ricercata, infatti consta di un semplice bianco sul quale spicca la V celeste, senza orpelli o dettagli particolari. Il completo alternativo sfoggia una livrea militare con dettagli in lime, mentre il logo societario viene riadattato in bicolore con tinture abbinate al resto, come accade anche nella quarta divisa, che è rossa e bianca.. 
Lo sponsor tecnico è Mizuno, per la terza stagione consecutiva. I main sponsor rispondono ai nomi di signorbet.news, sito occupantesi di notizie sportive, e Caffè Fadi, gli sleeve sponsor sono JD Travel ed Estra S.p.A. e i back sponsor Palazzo Costruzioni e AMV Case. Sui pantaloncini presenzia il marchio di Gio Ga Costruzioni. Infine, Antenna Sud è il media partner del Brindisi anche quest'anno.

## Organigramma societario
Dal sito internet ufficiale della società.
Consiglio d'amministrazione
- Presidente: Daniele Arigliano
- Vice presidente: Damiano Pozzesserre
- Amministratore unico: Mariachiara Rispoli
- Direttore operativo: Daniele Guardascione

Direzione generale e dell'organizzazione
- Responsabile esecutivo: Michele Di Bari
- Addetto agli ufficiali di gara: Francesco Bruni

Area Tecnica
- Direttore sportivo: Massimo Cerri fino al 14 gennaio 2024,[15] poi Francesco Lamazza
- Team manager: Dott. Mirko Luigi Pastore

Segreteria
- Direttore generale: Michele Di Bari

Comunicazione e commercio
- Addetta stampa e social: Giorgia Aprile
- SLO: Salvatore Giarnuso
- Direttore marketing: Dott. Dario Stefanelli
- Grafici: Luca Durso, Marco Carrozzo
- Web developer: Latte + Group
- Responsabile sezione eSports: Marco Carrozzo
- Fotografi: Andrea Baldassarre, Gianni Di Campi

Area stadio e dintorni
- Delegato gestione evento: Giuseppe De Giorgi
- Responsabili store ufficiale: Raffaella Arigliano, Simona Di Maria
- Magazziniere: Daniele Pellegrino

Staff tecnico
- Allenatore: Ciro Danucci fino al 28 novembre 2023,[16] poi Giorgio Roselli fino al 20 febbraio 2024,[17] poi Ciro Danucci fino al 4 marzo 2024,[18] poi Nicola Losacco
- Allenatore in seconda: Matteo Perrone fino al 28 novembre 2023, poi Carlo Mandola fino al 5 gennaio 2024,[19] poi Nicola Losacco fino al 20 febbraio 2024, poi Matteo Perrone fino al 4 marzo 2024
- Preparatore dei portieri: Gianmario Petrelli
- Responsabile area fisica: Prof. Paolo Redavid
- Preparatore atletico: Prof. Marzio Cretì

Staff medico
- Responsabile area medico-sanitaria: Dott. Giuseppe Prete
- Medico sociale: Dott. Andrea Leonardo
- Fisioterapista: Dott. Francesco D'Aprile
- Massaggiatore: Dott. Salvatore Mustich
- Cardiologo: Dott. Roberto Martino
- Ortopedico: Dott. Antonio Orgiani
- Radiologo diagnostico: Dott. Luigi Martella
- Nutrizionista: Dott. Mirko Spedicato

## Rosa
Dal sito internet ufficiale della società.
| N. |                            | Ruolo | Calciatore                 |
| -- | -------------------------- | ----- | -------------------------- |
| 1  | Italia (bandiera)          | P     | Mirko Albertazzi           |
| 1  | Italia (bandiera)          | P     | Vittorio Antonino          |
| 2  | Italia (bandiera)          | D     | Antonello Vona             |
| 3  | Italia (bandiera)          | D     | Niccolò Monti              |
| 4  | Argentina (bandiera)       | D     | Franco Gorzelewski         |
| 5  | Italia (bandiera)          | D     | Gianluca Fiorentino        |
| 6  | Sierra Leone (bandiera)    | C     | Winston Ceesay             |
| 7  | Italia (bandiera)          | C     | Alessandro Albertini       |
| 7  | Italia (bandiera)          | A     | Daniele Vantaggiato        |
| 8  | Italia (bandiera)          | C     | Crocefisso Cancelli        |
| 8  | Italia (bandiera)          | C     | Mattia Speranza            |
| 9  | Italia (bandiera)          | A     | Cristian Bunino (capitano) |
| 10 | Italia (bandiera)          | C     | Davide Petrucci            |
| 11 | Italia (bandiera)          | A     | Luca Lombardi              |
| 12 | Italia (bandiera)          | P     | Cristian Auro              |
| 13 | Italia (bandiera)          | D     | Nicola Bizzotto            |
| 13 | Rep. Dominicana (bandiera) | D     | Tano Bonnín                |
| 14 | Italia (bandiera)          | A     | Andrea Mazia               |
| 15 | Italia (bandiera)          | D     | Niccolò Bellucci           |
| 16 | Argentina (bandiera)       | D     | Bruno Valenti              |
| 17 | Senegal (bandiera)         | A     | Mbarick Fall               |
| 17 | Italia (bandiera)          | D     | Giovanni Pinto             |

| N. |                    | Ruolo | Calciatore                      |
| -- | ------------------ | ----- | ------------------------------- |
| 18 | Italia (bandiera)  | A     | Federico Moretti                |
| 19 | Italia (bandiera)  | C     | Nicola Malaccari                |
| 19 | Italia (bandiera)  | A     | Angelo Guida                    |
| 20 | Italia (bandiera)  | A     | Niccolò Marras                  |
| 20 | Italia (bandiera)  | C     | Valerio Labriola                |
| 21 | Italia (bandiera)  | D     | Daniel Cappelletti              |
| 22 | Italia (bandiera)  | P     | Ivan Saio                       |
| 23 | Italia (bandiera)  | C     | Paolo De Angelis                |
| 24 | Italia (bandiera)  | A     | Francesco Golfo                 |
| 26 | Italia (bandiera)  | D     | Tommaso Merletti                |
| 27 | Italia (bandiera)  | D     | Marco Calderoni (vice capitano) |
| 29 | Italia (bandiera)  | A     | Marcello Trotta                 |
| 30 | Italia (bandiera)  | A     | Gianmarco De Feo                |
| 33 | Italia (bandiera)  | D     | Luca Falbo                      |
| 34 | Italia (bandiera)  | D     | Davide Galazzini                |
| 36 | Italia (bandiera)  | C     | Carlo Martorelli                |
| 38 | Italia (bandiera)  | D     | Giuseppe Nicolao                |
| 44 | Italia (bandiera)  | A     | Mattia Pagliuca                 |
| 63 | Italia (bandiera)  | C     | Riccardo Costa                  |
| 70 | Nigeria (bandiera) | A     | Malik Opoola                    |
| 73 | Italia (bandiera)  | C     | Niccolò Bagatti                 |
| 91 | Italia (bandiera)  | A     | Cristian Galano                 |
| 99 | Italia (bandiera)  | A     | Simone Ganz                     |

## Calciomercato

### Sessione estiva (dal 01/07 al 01/09)
| Acquisti         | Acquisti               | Acquisti         | Acquisti   |
| R.               | Nome                   | da               | Modalità   |
| ---------------- | ---------------------- | ---------------- | ---------- |
| P                | Mirko Albertazzi       | AZ Picerno       | definitivo |
| P                | Ivan Saio              | Sampdoria        | prestito   |
| D                | Niccolò Bellucci       | SPAL             | definitivo |
| D                | Giuseppe Nicolao       | Gubbio           | definitivo |
| D                | Daniel Cappelletti     | L.R. Vicenza     | definitivo |
| D                | Nicola Bizzotto        | Monopoli         | definitivo |
| D                | Niccolò Monti          | AZ Picerno       | definitivo |
| C                | Alessandro Albertini   | Cesena           | definitivo |
| C                | Davide Petrucci        |                  | svincolato |
| A                | Cristian Bunino        | Lecco            | prestito   |
| A                | Federico Moretti       | Ancona           | definitivo |
| A                | Francesco Golfo        | AZ Picerno       | definitivo |
| A                | Mbarick Fall           | Sangiuliano City | definitivo |
| A                | Gianmarco De Feo       |                  | svincolato |
| A                | Luca Lombardi          | Ancona           | prestito   |
| Altre operazioni |                        |                  |            |
| R.               | Nome                   | da               | Modalità   |
| D                | Alessandro Cavacchioli | Roma             | definitivo |
| D                | Antonello Vona         | Parma            | prestito   |
| C                | Paolo De Angelis       | Roma             | definitivo |
| C                | Riccardo Costa         | Entella          | definitivo |
| A                | Niccolò Marras         | Arezzo           | definitivo |
| A                | Andrea Mazia           | Bologna          | prestito   |

| Cessioni         | Cessioni             | Cessioni                  | Cessioni      |
| R.               | Nome                 | a                         | Modalità      |
| ---------------- | -------------------- | ------------------------- | ------------- |
| P                | Paolo Vismara        | Atalanta                  | fine prestito |
| D                | Marco Baldan         | Vibonese                  | definitivo    |
| D                | Alex Sirri           | Sambenedettese            | definitivo    |
| D                | Luca Di Modugno      |                           | svincolato    |
| D                | Bernardo Esposito    | Nocerina                  | definitivo    |
| C                | Vittorio Triarico    | Fasano                    | definitivo    |
| C                | Francesco Palumbo    |                           | svincolato    |
| C                | Gianmarco Mancarella |                           | svincolato    |
| C                | Emmanuele De Rosa    | Budoni                    | definitivo    |
| C                | Dario Maltese        | Matera                    | definitivo    |
| A                | Malik Opoola         | Carrarese                 | definitivo    |
| A                | Papa Alioune Diouf   | Oskarshamns AIK           | definitivo    |
| A                | Simone D'Anna        | Nardò                     | definitivo    |
| A                | Gaetano Dammacco     | Nardò                     | definitivo    |
| A                | Domenico Santoro     | Gravina                   | definitivo    |
| A                | Francesco Felleca    | Cavese                    | definitivo    |
| Altre operazioni |                      |                           |               |
| R.               | Nome                 | a                         | Modalità      |
| D                | Samuele Montalto     | Padova                    | fine prestito |
| D                | Marco Rossi          | Akragas                   | definitivo    |
| A                | Bogdan Stăuciuc      | Flaminia CivitaCastellana | definitivo    |

### Sessione invernale (dal 02/01 al 01/02)
| Acquisti         | Acquisti            | Acquisti    | Acquisti                 |
| R.               | Nome                | da          | Modalità                 |
| ---------------- | ------------------- | ----------- | ------------------------ |
| P                | Vittorio Antonino   | Manfredonia | definitivo               |
| D                | Tommaso Merletti    | Lucchese    | definitivo               |
| D                | Tano Bonnín         |             | svincolato               |
| D                | Davide Galazzini    | Trento      | definitivo               |
| D                | Marco Calderoni     | Fermana     | definitivo               |
| D                | Luca Falbo          | Avellino    | prestito                 |
| D                | Giovanni Pinto      |             | svincolato               |
| C                | Niccolò Bagatti     | Novara      | prestito                 |
| C                | Mattia Speranza     | Novara      | prestito                 |
| C                | Valerio Labriola    | Giugliano   | prestito                 |
| A                | Marcello Trotta     | Pistoiese   | definitivo               |
| A                | Daniele Vantaggiato |             | svincolato               |
| A                | Angelo Guida        | Turris      | definitivo               |
| A                | Malik Opoola        | Carrarese   | prestito                 |
| Altre operazioni |                     |             |                          |
| R.               | Nome                | da          | Modalità                 |
| D                | Gianluca Fiorentino | Ostuni      | definitivo (30 000 euro) |
| C                | Vincenzo Spingola   | Cosenza     | prestito                 |
| C                | Carlo Martorelli    |             | svincolato               |
| A                | Mattia Pagliuca     | Bologna     | prestito                 |
| A                | Lorenzo Grassi      | Fermana     | prestito                 |

| Cessioni         | Cessioni             | Cessioni         | Cessioni                |
| R.               | Nome                 | a                | Modalità                |
| ---------------- | -------------------- | ---------------- | ----------------------- |
| P                | Mirko Albertazzi     | Sorrento         | definitivo              |
| D                | Nicola Bizzotto      | Monopoli         | definitivo              |
| D                | Giuseppe Nicolao     | Turris           | definitivo              |
| D                | Daniel Cappelletti   | Trento           | definitivo              |
| C                | Nicola Malaccari     | Fermana          | definitivo              |
| C                | Alessandro Albertini | AZ Picerno       | definitivo              |
| A                | Simone Ganz          |                  | rescissione consensuale |
| A                | Federico Moretti     | Ancona           | definitivo              |
| A                | Mbarick Fall         |                  | rescissione consensuale |
| A                | Cristian Galano      |                  | rescissione consensuale |
| Altre operazioni |                      |                  |                         |
| R.               | Nome                 | a                | Modalità                |
| C                | Crocefisso Cancelli  |                  | rescissione consensuale |
| C                | Paolo De Angelis     | Cosenza          | definitivo              |
| C                | Riccardo Costa       | Crotone          | definitivo              |
| A                | Francesco Golfo      | Monterosi Tuscia | prestito                |
| A                | Andrea Mazia         | Bologna          | fine prestito           |
| A                | Luca Lombardi        | Audace Cerignola | fine prestito           |

### Operazioni fuori sessioni
| Acquisti | Acquisti        | Acquisti | Acquisti   |
| R.       | Nome            | da       | Modalità   |
| -------- | --------------- | -------- | ---------- |
| A        | Cristian Galano |          | svincolato |
| A        | Simone Ganz     |          | svincolato |
| A        | Patrizio Zerbo  |          | svincolato |

| Cessioni | Cessioni         | Cessioni | Cessioni                |
| R.       | Nome             | a        | Modalità                |
| -------- | ---------------- | -------- | ----------------------- |
| P        | Tommaso Di Fusco | Siena    | definitivo              |
| A        | Niccolò Marras   |          | rescissione consensuale |
| A        | Ciro Favetta     | Siracusa | definitivo              |

## Risultati

### Serie C

#### Girone di andata
| Arbitro: | Di Francesco (Ostia Lido) |

|                          |           |              |
| Volpe 56’ Gagliano 90+3’ | Marcatori | 84’ Bizzotto |

| Arbitro: | Ubaldi (Roma 1) |

|  |           |                     |
|  | Marcatori | 71’ Sarao 75’ Bočić |

| Arbitro: | Bordin (Bassano del Grappa) |

|                                           |           |            |
| D'Andrea 15’ D'Ausilio 26’ Ghisolfi 90+2’ | Marcatori | 8’ Valenti |

| Arbitro: | Vingo (Pisa) |

|                            |           |                |
| Sini 60’ (aut.) Bunino 89’ | Marcatori | 37’ Costantino |

| Arbitro: | Turrini (Firenze) |

|  |           |              |
|  | Marcatori | 22’ Ferrante |

| Arbitro: | Mirabella (Napoli) |

|             |           |                                       |
| Paganini 6’ | Marcatori | 26’ Bunino 30’ Bizzotto 38’ Albertini |

| Arbitro: | Cavaliere (Paola) |

|             |           |                       |
| Valenti 52’ | Marcatori | 17’ (rig.) Candellone |

| Arbitro: | Frascaro (Firenze) |

|                             |           |  |
| Garattoni 16’ Schenetti 30’ | Marcatori |  |

| Arbitro: | Giaccaglia (Jesi) |

|            |           |                                                              |
| Bunino 69’ | Marcatori | 22’ Tavernelli 28’ Montalto 44’ (rig.) Carretta 64’ Proietti |

| Arbitro: | Djurdjevic (Trieste) |

|  |           |          |
|  | Marcatori | 73’ Ganz |

| Arbitro: | Arena (Torre del Greco) |

|             |           |                                    |
| Nicolao 89’ | Marcatori | 44’ Starita 65’ (aut.) Cappelletti |

| Arbitro: | Calzavara (Varese) |

|                                         |           |  |
| De Sena 12’ Ciuferri 55’ Oviszach 90+5’ | Marcatori |  |

| Arbitro: | Delrio (Reggio Emilia) |

|  |           |                                      |
|  | Marcatori | 12’ Mulè 31’, 58’ Gori 61’ Sannipoli |

| Arbitro: | Sfira (Pordenone) |

|            |           |  |
| Cianci 58’ | Marcatori |  |

| Arbitro: | Scatena (Avezzano) |

|                             |           |  |
| Artistico 7’ Giovinco 90+7’ | Marcatori |  |

| Arbitro: | Gianquinto (Parma) |

|  |           |                        |
|  | Marcatori | 18’ Vuthaj 63’ Spaltro |

| Arbitro: | Silvestri (Roma 1) |

|  |           |                         |
|  | Marcatori | 35’ Bunino 38’ Lombardi |

| Arbitro: | Caldera (Como) |

|                   |           |                   |
| Bunino 68’ (rig.) | Marcatori | 63’ Santarcangelo |

| Arbitro: | Madonia (Palermo) |

|                                               |           |          |
| De Felice 16’ Maniero 33’ (rig.) Nocerino 39’ | Marcatori | 56’ Ganz |

#### Girone di ritorno
| Arbitro: | Iacobellis (Pisa) |

|  |           |                                             |
|  | Marcatori | 15’, 29’, 69’ Rossetti 88’ (rig.) Di Grazia |

| Arbitro: | Cherchi (Carbonia) |

|                                                                  |           |  |
| Di Carmine 24’ Zammarini 62’ Costantino 77’ (rig.) Chiarella 85’ | Marcatori |  |

| Arbitro: | Costanza (Agrigento) |

|             |           |              |
| Bagatti 72’ | Marcatori | 52’ Leonetti |

| Teramo 27 gennaio 2024, ore 18:30 CET 23ª giornata | Monterosi Tuscia    | 0 – 0 referto | Brindisi | Gaetano Bonolis (260 spett.)\| Arbitro: \| Gigliotti (Cosenza) \| |
| Arbitro:                                           | Gigliotti (Cosenza) |               |          |                                                                   |

| Arbitro: | Zanotti (Rimini) |

|                        |           |  |
| Lanini 13’ Starita 22’ | Marcatori |  |

| Arbitro: | Arena (Torre del Greco) |

|            |           |                  |
| Trotta 50’ | Marcatori | 64’, 70’ Fabrizi |

| Castellammare di Stabia 14 febbraio 2024, ore 20:45 CET 26ª giornata | Juve Stabia       | 0 – 0 referto | Brindisi | Romeo Menti (3 500 spett.)\| Arbitro: \| Sacchi (Macerata) \| |
| Arbitro:                                                             | Sacchi (Macerata) |               |          |                                                               |

| Arbitro: | Mastrodomenico (Matera) |

|  |           |                             |
|  | Marcatori | 15’ Santaniello 76’ Salines |

| Arbitro: | Tona Mbei (Cuneo) |

|                               |           |              |
| Tavernelli 44’ Rovaglia 90+3’ | Marcatori | 86’ Petrucci |

| Arbitro: | Centi (Terni) |

|            |           |                           |
| Opoola 54’ | Marcatori | 32’, 74’ Zunno 51’ Ragusa |

| Arbitro: | Ancora (Roma 1) |

|                               |           |                              |
| Grandolfo 45+3’ Tommasini 82’ | Marcatori | 90+1’ Bagatti 90+4’ Labriola |

| Brindisi 10 marzo 2024, ore 14:00 CET 31ª giornata | Brindisi          | 0 – 0 referto | Giugliano | Franco Fanuzzi (500 spett.)\| Arbitro: \| Scarpa (Collegno) \| |
| Arbitro:                                           | Scarpa (Collegno) |               |           |                                                                |

| Arbitro: | Pezzopane (L'Aquila) |

|                  |           |  |
| Patierno 5’, 51’ | Marcatori |  |

| Arbitro: | Perri (Roma 1) |

|  |           |                         |
|  | Marcatori | 38’ Zonta 45+2’ Bifulco |

| Arbitro: | Virgilio (Trapani) |

|                       |           |  |
| Bonnín 21’ Trotta 29’ | Marcatori |  |

| Arbitro: | Di Loreto (Terni) |

|                      |           |                      |
| Tumminello 8’ (rig.) | Marcatori | 34’ Falbo 67’ Trotta |

| Arbitro: | Poli (Verona) |

|                        |           |  |
| Labriola 27’ Guida 82’ | Marcatori |  |

| Picerno 21 aprile 2024, ore 20:00 CEST 37ª giornata | AZ Picerno       | 0 – 0 referto | Brindisi | Donato Curcio (759 spett.)\| Arbitro: \| Ursini (Pescara) \| |
| Arbitro:                                            | Ursini (Pescara) |               |          |                                                              |

| Arbitro: | Rinaldi (Bassano del Grappa) |

|                |           |                  |
| Petrucci 45+5’ | Marcatori | 13’, 27’ Nicolao |

### Coppa Italia Serie C

#### Turni eliminatori
| Arbitro: | Mucera (Palermo) |

|  |           |                 |
|  | Marcatori | 45’ (rig.) Ganz |

| Arbitro: | Luongo (Napoli) |

|                |           |  |
| Pannitteri 23’ | Marcatori |  |

## Statistiche

### Statistiche di squadra
Statistiche aggiornate al 27 aprile 2024.
| Competizione         | Punti | In casa | In casa | In casa | In casa | In casa | In casa | In trasferta | In trasferta | In trasferta | In trasferta | In trasferta | In trasferta | Totale | Totale | Totale | Totale | Totale | Totale | DR  |
| Competizione         | Punti | G       | V       | N       | P       | Gf      | Gs      | G            | V            | N            | P            | Gf           | Gs           | G      | V      | N      | P      | Gf     | Gs     | DR  |
| -------------------- | ----- | ------- | ------- | ------- | ------- | ------- | ------- | ------------ | ------------ | ------------ | ------------ | ------------ | ------------ | ------ | ------ | ------ | ------ | ------ | ------ | --- |
| Serie C              | 25    | 19      | 3       | 4       | 12      | 14      | 34      | 19           | 4            | 4            | 11           | 14           | 30           | 38     | 7      | 8      | 23     | 28     | 64     | -36 |
| Coppa Italia Serie C | -     | 0       | 0       | 0       | 0       | 0       | 0       | 2            | 1            | 0            | 1            | 1            | 1            | 2      | 1      | 0      | 1      | 1      | 1      | 0   |
| Totale               | -     | 19      | 3       | 4       | 12      | 14      | 34      | 21           | 5            | 4            | 12           | 15           | 31           | 40     | 8      | 8      | 24     | 29     | 65     | -36 |

### Andamento in campionato
| Giornata  | 1  | 2  | 3  | 4  | 5  | 6  | 7  | 8  | 9  | 10 | 11 | 12 | 13 | 14 | 15 | 16 | 17 | 18 | 19 | 20 | 21 | 22 | 23 | 24 | 25 | 26 | 27 | 28 | 29 | 30 | 31 | 32 | 33 | 34 | 35 | 36 | 37 | 38 |
| --------- | -- | -- | -- | -- | -- | -- | -- | -- | -- | -- | -- | -- | -- | -- | -- | -- | -- | -- | -- | -- | -- | -- | -- | -- | -- | -- | -- | -- | -- | -- | -- | -- | -- | -- | -- | -- | -- | -- |
| Luogo     | T  | C  | T  | C  | C  | T  | C  | T  | C  | T  | C  | T  | C  | T  | T  | C  | T  | C  | T  | C  | T  | C  | T  | T  | C  | T  | C  | T  | C  | T  | C  | T  | C  | C  | T  | C  | T  | C  |
| Risultato | P  | P  | P  | V  | P  | V  | N  | P  | P  | V  | P  | P  | P  | P  | P  | P  | V  | N  | P  | P  | P  | N  | N  | P  | P  | N  | P  | P  | P  | N  | N  | P  | P  | V  | V  | V  | N  | P  |
| Posizione | 20 | 20 | 20 | 20 | 20 | 18 | 19 | 19 | 19 | 19 | 19 | 19 | 19 | 20 | 20 | 20 | 19 | 19 | 19 | 20 | 20 | 20 | 20 | 20 | 20 | 20 | 20 | 20 | 20 | 20 | 20 | 20 | 20 | 20 | 20 | 20 | 20 | 20 |

Legenda:

Luogo: C = Casa; T = Trasferta. Risultato: V = Vittoria; N = Pareggio; P = Sconfitta.

### Statistiche dei giocatori
Statistiche aggiornate al 27 aprile 2024.
| Giocatore      | Serie C  | Serie C | Serie C     | Serie C    | Coppa Italia Serie C | Coppa Italia Serie C | Coppa Italia Serie C | Coppa Italia Serie C | Totale   | Totale | Totale      | Totale     |
| Giocatore      | Presenze | Reti    | Ammonizioni | Espulsioni | Presenze             | Reti                 | Ammonizioni          | Espulsioni           | Presenze | Reti   | Ammonizioni | Espulsioni |
| -------------- | -------- | ------- | ----------- | ---------- | -------------------- | -------------------- | -------------------- | -------------------- | -------- | ------ | ----------- | ---------- |
| M. Albertazzi  | 10       | -16     | 0           | 0          | 1                    | -0                   | 0                    | 0                    | 11       | -16    | 0           | 0          |
| A. Albertini   | 18       | 1       | 5           | 0          | 1                    | 0                    | 0                    | 0                    | 19       | 1      | 5           | 0          |
| V. Antonino    | 5        | -7      | 0           | 0          | 0                    | -0                   | 0                    | 0                    | 5        | -7     | 0           | 0          |
| C. Auro        | 0        | -0      | 0           | 0          | 0                    | -0                   | 0                    | 0                    | 0        | -0     | 0           | 0          |
| N. Bagatti     | 14       | 2       | 3           | 0          | 0                    | 0                    | 0                    | 0                    | 14       | 2      | 3           | 0          |
| N. Bellucci    | 16       | 0       | 4           | 0          | 2                    | 0                    | 1                    | 0                    | 18       | 0      | 5           | 0          |
| N. Bizzotto    | 15       | 2       | 7           | 1          | 0                    | 0                    | 0                    | 0                    | 15       | 2      | 7           | 1          |
| T. Bonnín      | 13       | 1       | 0           | 1          | 0                    | 0                    | 0                    | 0                    | 13       | 1      | 0           | 1          |
| C. Bunino      | 27       | 5       | 2           | 0          | 0                    | 0                    | 0                    | 0                    | 27       | 5      | 2           | 0          |
| C. Cancelli    | 9        | 0       | 2           | 1          | 2                    | 0                    | 0                    | 0                    | 11       | 0      | 2           | 1          |
| M. Calderoni   | 12       | 0       | 1           | 0          | 0                    | 0                    | 0                    | 0                    | 12       | 0      | 1           | 0          |
| D. Cappelletti | 15       | 0       | 5           | 0          | 0                    | 0                    | 0                    | 0                    | 15       | 0      | 5           | 0          |
| W. Ceesay      | 13       | 0       | 3           | 0          | 1                    | 0                    | 0                    | 0                    | 14       | 0      | 3           | 0          |
| R. Costa       | 6        | 0       | 1           | 0          | 1                    | 0                    | 0                    | 0                    | 7        | 0      | 1           | 0          |
| P. De Angelis  | 7        | 0       | 0           | 1          | 2                    | 0                    | 0                    | 0                    | 9        | 0      | 0           | 1          |
| G. De Feo      | 3        | 0       | 0           | 0          | 2                    | 0                    | 1                    | 0                    | 5        | 0      | 1           | 0          |
| L. Falbo       | 12       | 1       | 0           | 0          | 0                    | 0                    | 0                    | 0                    | 12       | 1      | 0           | 0          |
| M. Fall        | 14       | 0       | 1           | 0          | 0                    | 0                    | 0                    | 0                    | 14       | 0      | 1           | 0          |
| G. Fiorentino  | 3        | 0       | 0           | 0          | 0                    | 0                    | 0                    | 0                    | 3        | 0      | 0           | 0          |
| C. Galano      | 8        | 0       | 0           | 1          | 1                    | 0                    | 0                    | 0                    | 9        | 0      | 0           | 1          |
| D. Galazzini   | 11       | 0       | 2           | 0          | 0                    | 0                    | 0                    | 0                    | 11       | 0      | 2           | 0          |
| S. Ganz        | 13       | 2       | 2           | 0          | 2                    | 1                    | 0                    | 0                    | 15       | 3      | 2           | 0          |
| F. Golfo       | 9        | 0       | 0           | 0          | 2                    | 0                    | 0                    | 0                    | 11       | 0      | 0           | 0          |
| F. Gorzelewski | 21       | 0       | 6           | 0          | 2                    | 0                    | 0                    | 0                    | 23       | 0      | 6           | 0          |
| A. Guida       | 13       | 1       | 1           | 0          | 0                    | 0                    | 0                    | 0                    | 13       | 1      | 1           | 0          |
| V. Labriola    | 13       | 2       | 2           | 0          | 0                    | 0                    | 0                    | 0                    | 13       | 2      | 2           | 0          |
| L. Lombardi    | 20       | 1       | 1           | 0          | 1                    | 0                    | 0                    | 0                    | 21       | 1      | 1           | 0          |
| N. Malaccari   | 17       | 0       | 4           | 0          | 0                    | 0                    | 0                    | 0                    | 17       | 0      | 4           | 0          |
| N. Marras      | 1        | 0       | 0           | 0          | 0                    | 0                    | 0                    | 0                    | 1        | 0      | 0           | 0          |
| C. Martorelli  | 8        | 0       | 1           | 0          | 0                    | 0                    | 0                    | 0                    | 8        | 0      | 1           | 0          |
| A. Mazia       | 8        | 0       | 0           | 0          | 1                    | 0                    | 1                    | 0                    | 9        | 0      | 1           | 0          |
| T. Merletti    | 12       | 0       | 3           | 0          | 0                    | 0                    | 0                    | 0                    | 12       | 0      | 3           | 0          |
| N. Monti       | 30       | 0       | 6           | 0          | 2                    | 0                    | 0                    | 0                    | 32       | 0      | 6           | 0          |
| F. Moretti     | 14       | 0       | 0           | 0          | 2                    | 0                    | 0                    | 0                    | 16       | 0      | 0           | 0          |
| G. Nicolao     | 14       | 1       | 1           | 0          | 0                    | 0                    | 0                    | 0                    | 14       | 1      | 1           | 0          |
| M. Opoola      | 9        | 1       | 1           | 0          | 0                    | 0                    | 0                    | 0                    | 9        | 1      | 1           | 0          |
| M. Pagliuca    | 12       | 0       | 1           | 0          | 0                    | 0                    | 0                    | 0                    | 12       | 0      | 1           | 0          |
| G. Pinto       | 12       | 0       | 4           | 0          | 0                    | 0                    | 0                    | 0                    | 12       | 0      | 4           | 0          |
| D. Petrucci    | 24       | 2       | 3           | 0          | 2                    | 0                    | 0                    | 0                    | 26       | 2      | 3           | 0          |
| I. Saio        | 23       | -40     | 2           | 0          | 1                    | -1                   | 0                    | 0                    | 24       | -41    | 2           | 0          |
| M. Speranza    | 11       | 0       | 0           | 0          | 0                    | 0                    | 0                    | 0                    | 11       | 0      | 0           | 0          |
| M. Trotta      | 12       | 3       | 1           | 0          | 0                    | 0                    | 0                    | 0                    | 12       | 3      | 1           | 0          |
| B. Valenti     | 33       | 2       | 4           | 0          | 0                    | 0                    | 0                    | 0                    | 33       | 2      | 4           | 0          |
| D. Vantaggiato | 8        | 0       | 0           | 0          | 0                    | 0                    | 0                    | 0                    | 8        | 0      | 0           | 0          |
| A. Vona        | 20       | 0       | 3           | 0          | 2                    | 0                    | 1                    | 0                    | 22       | 0      | 4           | 0          |